# Восточные среднерусские акающие говоры

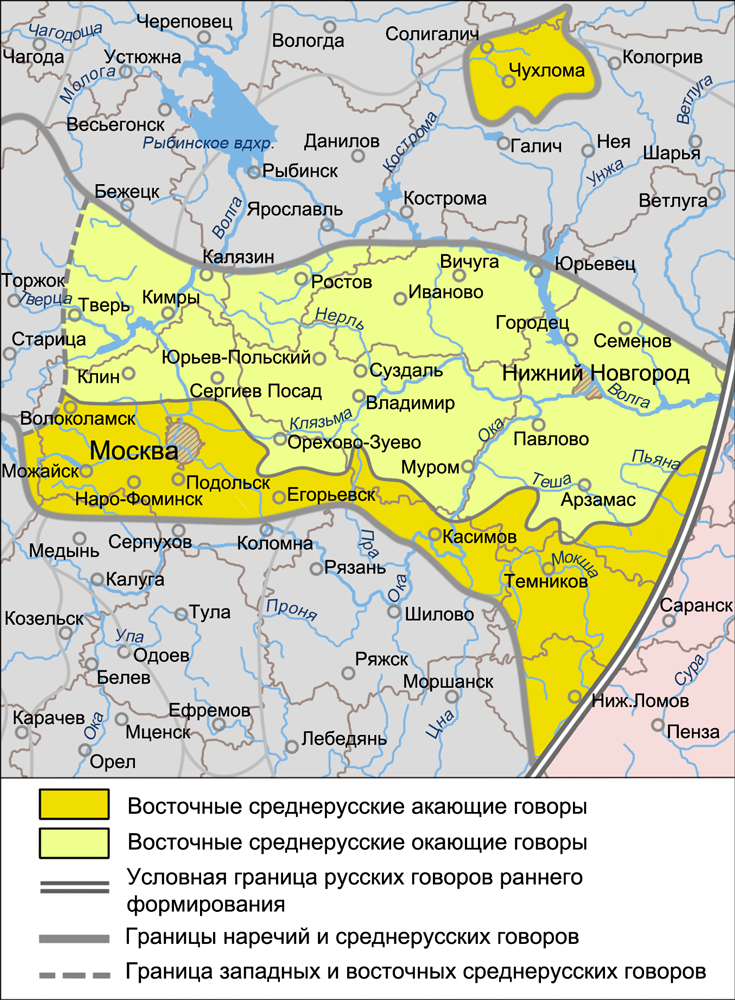
Восточные среднерусские акающие говоры

Восто́чные среднеру́сские а́кающие го́воры — одно из двух ответвлений восточных среднерусских говоров, занимающее южную часть их территории (от северного ответвления отделено изоглоссами различения и неразличения гласных неверхнего подъёма в первом предударном слоге). Аканье в восточных среднерусских акающих говорах сближает их с южнорусским наречием.

## Общая характеристика и область распространения
Восточные среднерусские акающие говоры на обеих диалектологических картах русского языка, составленных в 1915 и 1965 гг., входят в состав переходных говоров, границы говоров карты 1965 года большей частью соответствуют границам восточной группы средневеликорусских говоров на карте 1915 года (к их характерным чертам отнесены еканье, умеренное яканье, смягчение задненёбного согласного к (де[н’к’а́], ча[й’к’о]м), формы местоимений тея́, сея́ (тебя, себя), тее́, сее́ (тебе, себе)).

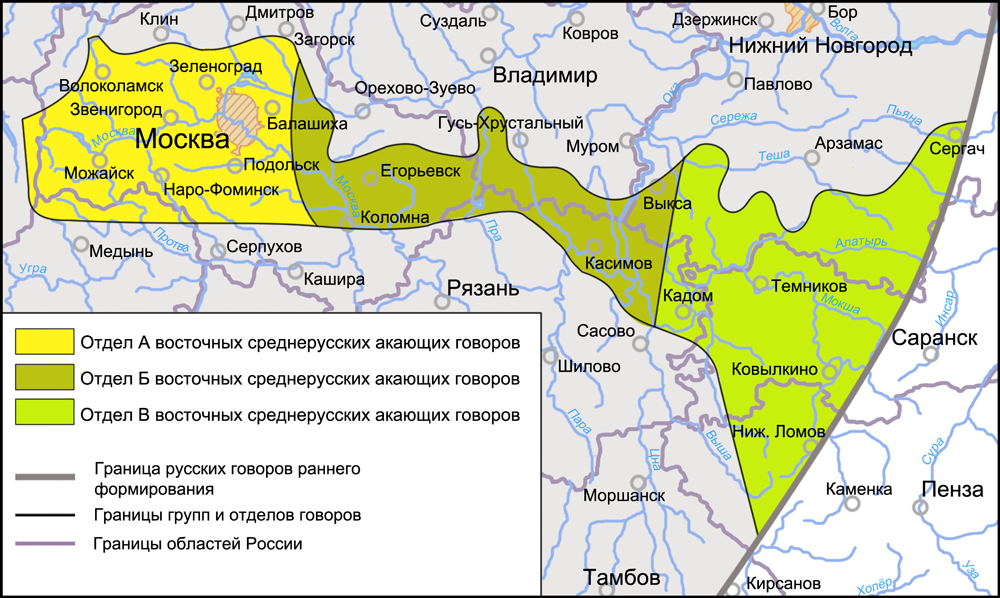
Отделы восточных среднерусских акающих говоров

Характер распространения диалектных явлений в восточных среднерусских акающих говорах, находившихся длительный период времени в области междиалектных контактов русских говоров севера и юга, выражается в отсутствии большого числа собственных языковых черт, и в таком их расположении, при котором ареалы не образуют определённых сочетаний друг с другом как на всей территории акающих говоров, так и на их отдельных частях. В связи с этим восточные среднерусские акающие говоры, не имея объединяющего их местного языкового комплекса, не могут быть рассмотрены как самостоятельная группа говоров в отличие от Владимирско-Поволжской группы окающих говоров, и при отсутствии в акающих говорах локальных ярко выраженных языковых комплексов в них не могут быть выделены отдельные группы. Условное разделение акающих говоров на отделы является больше территориальным, чем собственно лингвистическим, в пределах их распространения по немногочисленным местным диалектным признакам выделяют западные говоры (отдел А), центральные говоры (отдел Б) и восточные говоры (отдел В). Также к восточным среднерусским акающим говорам ряд диалектологов относит чухломские говоры в окружении говоров северного наречия (совмещающих южнорусские аканье и яканье с севернорусскими чертами).
Говоры отдела А в западной части акающих говоров по ряду черт обособляются от говоров отделов Б и В. Это связывается с территориальной и исторической близостью говоров отдела А с западными среднерусскими говорами, формированием их на территории проживания балтийского племени голядь, но при этом с сильным влиянием  в процессе их формирования говоров Владимирско-Поволжской группы.
Восточные среднерусские акающие говоры размещаются к югу от Владимирско-Поволжской группы и примыкают к говорам южнорусского наречия в их северной части, занимая территории большей части Московской области (на западе, в центре и на востоке), северо-востока Рязанской области, южных районов Нижегородской области, восточной части Мордовии и северо-запада Пензенской области. Северо-западную часть Костромской области занимают чухломские говоры.

## Особенности говоров
Наряду с диалектными чертами, характерными для всех восточных среднерусских говоров в целом, на территории акающих говоров также распространены некоторые черты южнорусского наречия и юго-восточной диалектной зоны, часть из которых связывает акающие говоры с южными говорами Владимирско-Поволжской группы.

### Фонетика
1. Основная черта всех восточных среднерусских акающих говоров, характерная для южного наречия русского языка, — неразличение гласных в первом предударном слоге после твёрдых согласных — аканье[7]. (1)
2. Неразличение гласных в первом предударном слоге после мягких согласных — умеренное яканье, еканье, иканье[8]. (1)
3. Совпадение гласных а и о в заударных слогах: на́д[ъ], до́м[ъ] или на́д[а], до́м[а], из го́р[ъ]да, вы́с[ъ]жу, (2) го́р[а]д, вы́д[а]л и др. (3)
4. Произношение словоформ прошедшего времени муж. рода тряс и запряг с гласным о под ударением: т[р’о]с, зап[р’о́]г. (1)
5. Распространение на различных частях территории акающих говоров совпадений аффрикат ч и ц — цоканье[9]. Явление отсутствует в говорах отдела А. (4)
6. Смягчение задненёбных согласных в основе существительных при образовании форм творительного пад. мн. числа: у́т[к]ими, де́н'[г]ими и т. п. (4)
7. Распространение сочетания бм: о[бм]а́н, о[бм]е́рял и т. п.[10] (2)
8. Случаи смягчения губных согласных в положении перед мягкими задненёбными согласными: де́[ф']ки, ма́[м']ки и т. п. (3)
9. Распространение слов с твёрдыми согласными н и р в сочетании с последующим ц: полоте́[нц]о, со́[н]цо; огу[рц]ы́, се́[рц]о и т. п. (5)
10. Наличие гласных [ъ] или [а], реже [и], [у] или [о] в начале слова в позиции второго предударного слога перед сочетаниями согласных, включающих сонорные р или л: [ъ]ржано́й, [а]ржано́й, реже [и]ржано́й, [о]ржано́й, [у]ржано́й и т. п.
11. Произношение слов хоровод, хлев и др. с начальным к: клев, крест (крестец) (названия укладки снопов), коровод и т. п.[1] (5)

### Морфология и синтаксис
1. Распространение формы повелительного наклонения от глагола лечь: [л’аш]. (1)
2. Наличие у некоторых глаголов II спряжения настоящего времени в личных формах ед. и мн. числа (кроме 1-го лица ед. числа) ударного гласного о в основе (наиболее последовательно в глаголах тащить и платить): т[о́]щиш, т[о́]щим; пл[о́]тиш, пл[о́]тим и др. (6)
3. Наличие у глаголов возвратных частиц -с’а или -си с мягкими согласными в составах частиц: умы́л[си], умы́л[с`а]; бои́ш[си], бои́ш[с`а] и т. п. (6)
4. Распространение форм родительного пад. ед. числа с окончанием -е у существительных жен. рода на -а и основой на твёрдый согласный в сочетании с предлогом у: у жен[е́], у ма́м'[и] и т. п. (2)
5. Распространение указательных местоимений в винительном пад. ед. числа: тойе́, тойо́, тойу́, однойе́, однойо́, однойу́. (4)
6. Совпадение безударных окончаний 3-го лица мн. числа глаголов I и II спряжения: пи́ш[ут], но́с'[у]т и т. п.[11] (2)
7. Распространение форм притяжательных местоимений с обобщённым гласным и в ед. числе: с мо[и́]м, в мо[и́]м, при мо[и́]м, мо[и́]х и т. п. (4)
8. Склонение существительных с суффиксом -ушк- (дêдушка и др.) по типу слов женского рода: дêдушка, у дêдушки, к дêдушке и т д. (2)
9. Распространение ударного гласного о во всех личных формах глаголов I спряжения наст. времени: нес'[о́]ш, нес'[о́]т, нес'[о́]м, нес'[о́]те и др. (5)
10. Формы именительного — винительного пад. существительных мать и дочь, образованных без суффикса -ер, употребляемого только в косвенных пад. этих существительных. (5)
11. Наличие гласного е в формах косвенных пад. притяжательного и возвратного местоимений жен. рода ед. числа: мой[е́]й, твой[е́]й, свой[е́]й. (5)
12. Употребление формы винительного пад. ед. числа личного местоимения жен. рода с ударным о в окончании: йей[о́]. (5)
13. Парадигмы глаголов наст. времени с разного типа обобщением задненёбных согласных в основе: пе[к]у́, пе[к']о́ш, пе[к]у́т или пе[к]у́, пе[к]о́ш, пе[к]у́т и т. д. (7)
14. Распространение инфинитивов: несть, ити́ть (итти́ть, иди́ть) (1)[1].

### Лексика
1. Распространение слов, характерных для всех акающих говоров, немногочисленно, среди них отмечаются: око́сье (деревянная часть косы), напа́лок (рукоятка косы) и др. (4)
2. Распространение слов, характерных для говоров центра, противостоящих периферийным: свекро́вь и др.(6)

- 1 — диалектные черты, характерные для южнорусского наречия.
- 2 — диалектные черты, характерные для южнорусского наречия и также для Владимирско-Поволжской группы говоров.
- 3 — диалектные черты, характерные для юго-восточной диалектной зоны и также для Владимирско-Поволжской группы говоров.
- 4 — диалектные черты, специфичные для восточных среднерусских акающих говоров и также характерные для Владимирско-Поволжской группы говоров.
- 5 — диалектные черты, характерные для говоров центральной территории.
- 6 — диалектные черты, характерные для юго-восточной диалектной зоны.
- 7 — диалектные черты, характерные для говоров периферийной территории.

### Диалектные черты центральной территории
Для восточных среднерусских акающих говоров характерно наличие явлений центральной территории с некоторыми особенностями в их распространении. Во всех отделах распространены черты центра II и III типов, диалектные черты центра I типа отмечаются только на территории распространения говоров отдела А (за исключением наличия парадигмы глаголов с обобщением задненёбных согласных в основе: пе[к]у́, пе[к']о́ш, пе[к']о́те, пе[к]у́т и т. д., характерной для периферийных говоров). Кроме этого, для всех акающих говоров характерно нерегулярное распространение таких типичных центральных явлений как: 
1. Последовательное различение аффрикат [ч'] и [ц]. Для говоров отдела Б характерной чертой является твёрдое цоканье, цокающие говоры также распространены на части территории отдела В, соседней с отделом Б.
2. Наличие твёрдых согласных [н] в сочетании с последующим [ц]: полоте́[нц]о, со́[нц]о и т. п. Черта отсутствует в говорах отдела В.
3. Произношение слова дупло с твёрдым [л]: дуп[л]о. Черта отсутствует в говорах отдела В.
4. Формы дательного и предложного пад. ед. числа существительных жен. рода с окончаниями на мягкий согласный типа грязь, различающихся по месту ударения: по гр’а́зи, в гр’ази́ и т. п. Черта отсутствует во всех восточных среднерусских акающих говорах[1].